# El Kansera
El Kansera är en dammbyggnad i Marocko.   Den ligger i regionen Rabat-Salé-Kénitra, i den nordöstra delen av landet, 80 km öster om huvudstaden Rabat. El Kansera ligger 128 meter över havet.